# Pandemia de gripe A de 2009 em Portugal
A pandemia de gripe A de 2009 em Portugal começou no dia 4 de maio do mesmo ano. Este foi o 11º país a registar casos de gripe A no continente europeu.
Durante a manhã do dia 4 de maio de 2009, a ministra da Saúde, Ana Jorge, confirmou a existência do primeiro caso de infecção do vírus H1N1 no território português. A pessoa infectada foi uma portuguesa de 31 anos, mas ela já não apresenta riscos de contágio.
Segundo Jorge Torgal (diretor do Instituto de Higiene e Medicina Tropical), é possível que depois de que se confirmou esta pandemia, o número de portugueses infectados poderia ser de 2 a 3 milhões de pessoas, e com 75 mil mortes.
Desde o dia 2 de julho houve 27 casos confirmados em Portugal.
No dia 3 de julho, 6 casos mais foram reportados, somando um total de 33 casos. Desde o dia 4 de julho, 5 casos mais foram confirmados, dois deles transmitidos internamente (um nas ilhas Açores, e outro na capital Lisboa).
No dia 6 de julho, confirmaram-se 48 casos em Portugal.
Desde o dia 7 de julho, outras 12 pessoas foram infectadas, somando um total de 57 casos no país. Durante esse dia, a primeira escola em Lisboa foi fechada por prevenção, assim como um jardim de infância nos Açores.
No dia 8 de julho, mais 4 casos foram confirmados, incluído entre eles o primeiro do distrito de Braga, somando um total de 61 casos.
Desde o dia 14 de julho, um total de 96 casos foram confirmados na República Portuguesa. Durante esse mesmo dia, também anunciava-se que o Hospital de Faro uniria-se no dia 15 de julho à rede de hospitais capaz de receber aos pacientes infectados pelo vírus da gripe A (H1N1).
No dia 23 de setembro de 2009, Portugal registou a sua primeira morte causada pela gripe A em Miranda do Douro.
Até o dia 29 de abril de 2010 (data da última atualização), Portugal registou 166 922 casos de gripe A (H1N1), e 122 mortes.

## Controvérsias
No dia 25 de janeiro de 2010, o presidente da Comissão de Saúde da Assembleia Parlamentar do Conselho da Europa declarou que a gripe A (H1N1) foi uma falsa pandemia, dizendo que "este foi um dos maiores escândalos médicos do século". No dia seguinte (26 de janeiro de 2010), a Ministra da Saúde de Portugal, Ana Jorge, defendeu que não se tratou dum embuste pois, apesar das fatalidades terem ficado bastante aquém das 75 mil mortes previstas para Portugal, o vírus H1N1 provocou "mais de 80 mortes". Em contraste, em 2003 as mortes em Portugal associadas à gripe sazonal foram 3 822